# Championnat d'Azerbaïdjan de football 2004-2005
Navigation
Saison précédente Saison suivante
La saison 2004-2005 du Championnat d'Azerbaïdjan de football était la 13e édition de la première division en Azerbaïdjan. Appelée Top League, elle regroupe 18 clubs azéris regroupés en une poule unique où les équipes s'affrontent deux fois, à domicile et à l'extérieur. À la fin de la saison, les 4 derniers sont relégués en deuxième division et remplacés par les 2 meilleurs clubs de ce championnat,

C'est le FK Neftchi Bakou, tenant du titre, qui remporte le championnat en battant lors d'un match de barrage le FK Khazar Lenkoran, un club nouvellement formé qui dispute sa première saison parmi l'élite. Il s'agit du 5e titre de champion d'Azerbaïdjan de l'histoire du club.

Pour continuer à développer le football dans toutes les régions du pays, la fédération fait monter directement en première division trois clubs nouvellement formés : FK Khazar Lenkoran, FK Karvan et FK MKT Araz Imisli. Cependant, un club engagé en championnat doit déclarer forfait, le Khazar Sumgayit.

## Les 18 clubs participants
| - FK Neftchi Bakou - PFK Turan Tovuz - FK Gandja - FK Qarabag Agdam - FK Shamkir - Adliyya Baku - FK Bakou - FK Gänclärbirliyi Sumqayıt - Promu de D2 - FK Göyazan Qazax - Promu de D2 | - Karat Bakou - Promu de D2 - FK Khazar Lenkoran - Club nouvellement formé - FK Karvan - Club nouvellement formé - FK MKT Araz Imisli - Club nouvellement formé - MOIK Bakou - Shafa Bakou - FK Inter Bakou - FK Shahdag-Samur Qusar - Bakili Bakou |

## Compétition
Le barème de points servant à établir le classement se décompose ainsi :
- Victoire : 3 points
- Match nul : 1 point
- Défaite : 0 point

### Classement
| Rang | Équipe                       | Pts | J  | G  | N  | P  | Bp | Bc | Diff |
| ---- | ---------------------------- | --- | -- | -- | -- | -- | -- | -- | ---- |
| 1    | FK Khazar Lenkoran           | 78  | 34 | 24 | 6  | 4  | 68 | 15 | +53  |
| 2    | FK Neftchi Bakou T           | 78  | 34 | 24 | 6  | 4  | 52 | 18 | +34  |
| 3    | FK Karvan                    | 76  | 34 | 23 | 7  | 4  | 66 | 18 | +48  |
| 4    | PFK Turan Tovuz              | 73  | 34 | 22 | 7  | 5  | 64 | 21 | +43  |
| 5    | FK Bakou C                   | 73  | 34 | 21 | 10 | 3  | 60 | 14 | +46  |
| 6    | FK Qarabag Agdam             | 71  | 34 | 22 | 5  | 7  | 61 | 31 | +30  |
| 7    | FK Inter Bakou               | 66  | 34 | 19 | 9  | 6  | 44 | 24 | +20  |
| 8    | FK MKT Araz Imisli           | 57  | 34 | 16 | 9  | 9  | 35 | 23 | +12  |
| 9    | FK Gandja                    | 42  | 34 | 11 | 9  | 14 | 37 | 37 | 0    |
| 10   | Karat Bakou P                | 40  | 34 | 12 | 4  | 18 | 40 | 62 | -22  |
| 11   | FK Göyazan Qazax P           | 33  | 34 | 9  | 6  | 19 | 30 | 52 | -22  |
| 12   | FK Gänclärbirliyi Sumqayit P | 33  | 34 | 9  | 6  | 19 | 32 | 58 | -26  |
| 13   | FK Shamkir                   | 32  | 34 | 9  | 5  | 20 | 34 | 48 | -14  |
| 14   | FK Shahdag-Samur Qusar       | 32  | 34 | 8  | 8  | 18 | 29 | 51 | -22  |
| 15   | MOIK Bakou                   | 30  | 34 | 7  | 9  | 18 | 24 | 34 | -10  |
| 16   | Adliyya Bakou                | 25  | 34 | 7  | 4  | 23 | 24 | 66 | -42  |
| 17   | Bakili Bakou                 | 14  | 34 | 3  | 5  | 26 | 22 | 71 | -49  |
| 18   | Shafa Bakou                  | 7   | 34 | 2  | 1  | 31 | 16 | 95 | -79  |

|  | Participation au barrage pour le titre     |
|  | Qualification pour la Coupe UEFA 2005-2006 |
|  | Qualification pour la Coupe Intertoto 2005 |
|  | Relégation en deuxième division            |
|  | P Promu de deuxième division               |

- Le Shafa Bakou déclare forfait durant la trêve hivernale. Toutes les rencontres lui restant à disputer sont perdues sur tapis vert 0-3.

### Matchs

#### Barrage pour le titre
| 10 juin 2005 | FK Neftchi Bakou           | 2 - 1 | FK Khazar Lenkoran | Stade Shehar, Gandja                             |                                                  |
|              | Abbasov 68e · Tagizade 73e |       | Qurbanov 42e       | Spectateurs : 25 000 Arbitrage : Carlo Bertolini | Spectateurs : 25 000 Arbitrage : Carlo Bertolini |

## Bilan de la saison
| Championnat d'Azerbaïdjan de football 2004-2005 |                             |
| Champion                                        | FK Neftchi Bakou (5e titre) |
| Coupes et trophées                              |                             |
| Vainqueur de la Coupe d'Azerbaïdjan 2004-2005   | FK Bakou                    |
| Qualifications continentales                    |                             |
| Ligue des champions 2005-2006                   | FK Neftchi Bakou            |
| Coupe UEFA 2005-2006                            | FK Khazar Lenkoran          |
| Coupe UEFA 2005-2006                            | FK Bakou                    |
| Coupe Intertoto 2005                            | FK Karvan                   |
| Promotions et relégations                       |                             |
| Promus en Top League                            | AMMK Bakou                  |
| Promus en Top League                            | Energetik Mingacevir        |
| Relégués en First League                        | MOIK Bakou                  |
| Relégués en First League                        | Adliyya Bakou               |
| Relégués en First League                        | Bakili Bakou                |
| Relégués en First League                        | Shafa Bakou                 |